# Andrena togashii
Andrena togashii är en biart som beskrevs av Osamu Tadauchi och Hirashima 1984. Andrena togashii ingår i släktet sandbin, och familjen grävbin. Inga underarter finns listade i Catalogue of Life.